# Сон Джэмён
Сон Джэмён (кор. 송재명 род. 26 ноября 1974) — южнокорейский борец вольного стиля, призёр чемпионатов мира, Азии и Азиатских игр.